# Facundus d'Hermiane
Facundus d'Hermiane est un évêque et théologien du VIe siècle, célèbre pour la résistance qu'il opposa à la condamnation des Trois Chapitres.

## Biographie
Facundus d'Hermiane était évêque d'Hermiane, une localité de la province de Byzacène (centre de la Tunisie actuelle). À la fin de l'année 544 ou au début de 545, l'empereur Justinien, poussé notamment par Théodore Ascidas, promulgua un édit condamnant les « Trois Chapitres »: la personne et les écrits de Théodore de Mopsueste (mort en 428); certains écrits de Théodoret de Cyr; une lettre écrite par Ibas d'Édesse au prêtre perse Maris. Ces textes du siècle précédent étaient accusés de nestorianisme, mais de nombreux évêques et théologiens, occidentaux principalement, virent dans l'édit une remise en cause du concile de Chalcédoine. Facundus et d'autres évêques occidentaux présents à Constantinople refusèrent de contresigner l'édit: ils alléguaient notamment que la lettre d'Ibas d'Édesse à Maris, qui mettait en cause les méthodes de Cyrille d'Alexandrie, avait été explicitement approuvée par le concile de Chalcédoine.
Le 25 janvier 547, le pape Vigile, qui avait jusque-là refusé de contresigner l'édit, arriva à Constantinople; Facundus et les autres opposants décidèrent donc de se fier à lui. Mais après avoir temporisé par une série de réunions épiscopales, Vigile finit par publier à son tour, le 11 avril 548, un judicatum condamnant les Trois Chapitres.[réf. nécessaire] Une levée de boucliers s'ensuivit, non seulement en Occident, mais parmi les ecclésiastiques occidentaux présents à Constantinople, dont plusieurs rompirent tout lien avec le pape. L'indignation fut particulièrement vive parmi les évêques d'Afrique, puisque qu'un concile provincial présidé par le primat, Reparatus, évêque de Carthage, excommunia le pape et adressa directement à Justinien une lettre en défense des Trois Chapitres.
C'est dans ces circonstances que Facundus d'Hermiane composa son principal ouvrage, le Pro defensione Trium Capitulorum, en douze livres. On ne sait pas exactement quand il l'acheva et le publia, et on ignore donc aussi quel impact il eut sur le déroulement des événements. Après cette publication, Facundus dut fuir Constantinople et entrer dans la clandestinité. À la demande des autres évêques africains, il publia deux autres textes (le Liber contra Mocianum Scholasticum et l'Epistula fidei catholicae in defensione trium capitulorum), notamment pour défendre la rupture de l'Église d'Afrique avec Rome.
Il serait mort vers 570, sans doute toujours en exil.

## Édition des textes
- Coll. Sources chrétiennes, n°471 (l. I et II du Pro defens.), n°478 (l. III et IV), n°479 (l. V à VIII), n°484 (l. VIII à X), n°499 (l. XI et XII du Pro defens., Contra Mocianum et Epistula), texte critique, introduction, traduction française et notes, Éditions du Cerf, Paris, 2002-2006.